# Polonozercon tatrensis

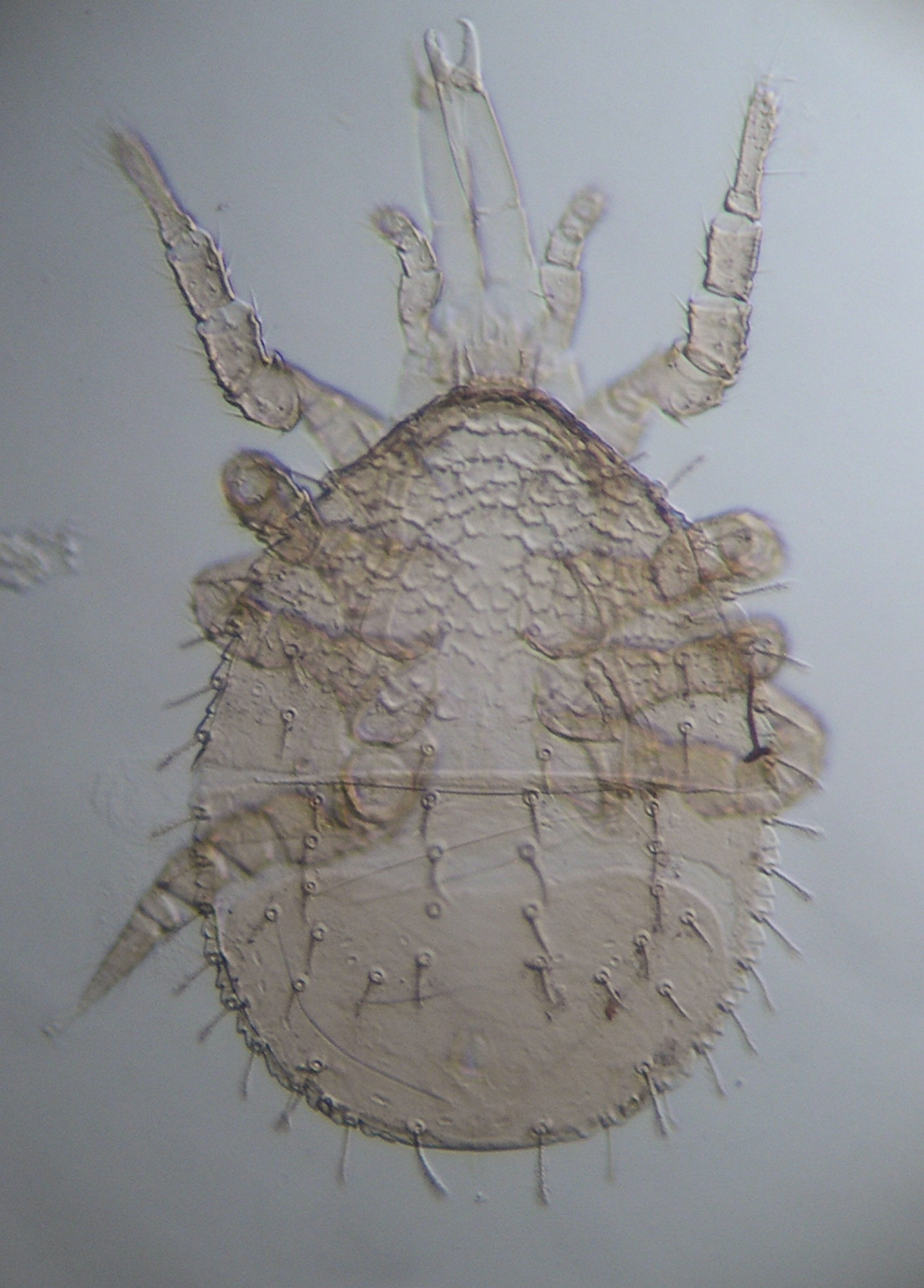
Parazercon radiatus, przedstawiciel tej samej rodziny

Polonozercon tatrensis – gatunek roztocza z grupy żukowców i rodziny Zerconidae. Jedyny z monotypowego rodzaju Polonozercon. Występuje w polskiej i słowackiej części Tatr.

## Taksonomia
Gatunek ten opisany został w 1974 roku przez Czesława Błaszaka pod nazwą Zercon tatrensis. 10 okazów wykorzystanych przy jego opisie odłowionych zostało we wrześniu 1973 roku przez Hieronima Dastycha na Rysach, na rzędnych 2474 i 2485 m n.p.m. W 1978 Czesław Błaszak wprowadził dla tego gatunku osobny, monotypowy rodzaj Polonozercon bazując na morfologii tarczek perytremalnych i liczbie szczecin brzeżnych tarczki opistonotalnej. W 2004 Peter Mašán i Peter Fenďa proponowali synonimizację Polonozercon z rodzajem Zercon, jednak autorzy późniejszych prac i list systematycznych pozostają przy monotypowym rodzaju Polonozercon.

## Morfologia

### Forma dorosła
Samice osiągają od 510 do 540 μm długości i od 355 do 375 μm szerokości ciała. Jedyny znany samiec ma zaś 420 μm długości i 290 μm szerokości. Kształt ich jest grzbietobrzusznie spłaszczony, ząbkowany na brzegach, a barwa żółtawobrązowa. Ciało podzielone jest na dwie pseudotagmy: gnatosomę i idiosomę.
Gnatosomę nakrywa od góry dachowate tektum o ząbkowanej krawędzi przedniej. Zaopatrzona jest w otwór gębowy, szczypcowate szczękoczułki i nogogłaszczki. Palec nieruchomy szczypców szczękoczułków ma 5 zakrzywionych zębów, przeźroczysty wyrostek, jedną szczecinę dorsalną i 2 narządy szczelinowate, zaś ich palec ruchomy ma 4 ostre zęby z końcowym włącznie. Nogogłaszczki składają się z 5 członów mających kolejno: 0, 4, 5, 12, 15 szczecin. Na spodzie gnatosomy leży rowek hypostomalny z charakterystycznymi dla całej rodziny liniami podłużnymi.
Idiosoma podzielona jest w widoku od góry bruzdą na dwie tarczki grzbietowe: przednią tarczkę podonotalną (podonotum) i tylną tarczkę opistonotalną (opistonotum). Podonotum pokrywa rzeźba w formie dachówkowatych łuseczek, a porastające je szczecinki są krótkie (u samicy 12 μm) i gładkie. Jedynym wyjątkiem jest pierwsza para szczecinek rzędów wewnętrznych (i1), która to jest delikatnie omszona i długa (u samicy ma 35 μm długości). Na powierzchni podonotum występują, jak u wszystkich Zerconidae, trzy pary okrągłych porów.
Opistonotum jest na większej powierzchni gładkie; rzeźba w postaci zachodzących na siebie płyteczek występuje tylko w częściach przednio-bocznych sięgając do trzeciej pary szczecinek rzędów bocznych (S3). Cztery rogalikowate wgłębienia w tyle opistonotum są silnie zesklerotyzowane. Chetotaksja opistonotum składa się wyłącznie ze szczecinek gładkich i krótkich (u samicy długości od 8 do 14 μm, a u samca od 8 do 13 μm). Szczecinki piątej pary rzędów wewnętrznych (I5) umieszczone są pomiędzy rogalikowatymi zagłębieniami wewnętrznej i zewnętrznej pary. Odległość pomiędzy szczecinkami I5 jest u samicy jest wyraźnie większa niż pomiędzy szczecinkami drugiej pary rzędów wewnętrznych (I2), podczas gdy u samca odległości między szczecinkami I5 oraz między szczecinkami I2 są podobne. Pierwsza para porów opistonotalnych (Po1) leży między pośrednim (Z) a wewnętrznym (I) rzędem szczecin, tuż za brzegiem podonotum. Druga para tychże porów (Po2) leży pomiędzy wyobrażonymi liniami łączącymi szczecinki Z2 i Z3, a wyobrażonymi liniami łączącymi szczecinki S2 a S3. U samicy pory trzeciej pary (Po3) leżą w odległościach dwóch swoich średnic od szczecinek czwartej pary rzędów pośrednich (Z4), w kierunkach szczecinek trzeciej pary rzędów wewnętrznych (I3). U samca pory trzeciej pary (Po3) leżą w odległościach jednej swojej średnicy od szczecinek czwartej pary rzędów pośrednich (Z4), w kierunkach zewnętrznej pary wgłębień rogalikowatych. Rzędy krawędziowe opistonotum tworzy 7 par krótkich i gładkich szczecinek, podczas gdy u pokrewnego Mixozercon jest ich 8 par.
Na spodniej stronie idiosomy tarczka brzuszna i analna zlane są w dużą, pokrywającą większość brzusznej strony ciała tarczkę wentro-analną. U Polonozercon ma ona cztery szczecinki na przedniej krawędzi i jest całobrzega, pozbawiona wycięcia. Przetchlinki ulokowane są na parze małych tarczek perytremalnych. Każda z nich ma dwie szczecinki: bardzo krótką (8 μm długości) i gładką szczecinkę p1 oraz dłuższą (24 μm długości) i włochatą szczecinkę p2. Tarczki perytremalne są wolne (nieprzyrośnięte) a ich końcowe części za biodrami odnóży krocznych czwartej pary ścięte. Pomiędzy tarczkami perytremalnymi a brzegami podonotum występuje szerokie pasmo słabo zesklerotyzowanego oskórka. Podobnie jak u rodzaju Mixozercon brak jest tarczek adgenitalnych, natomiast w przeciwieństwie do niego brak również wspólnego otworu drugiej pary gruczołów wentralnych (gv2). U samca otwór płciowy leży na wysokości drugiej pary odnóży krocznych, na tarczce sternogenitalnej, powstałej przez zlanie się tarczek: sternalnej, metasternalnej i genitalnej.

### Stadia rozwojowe
Zerconidae mają trzy stadia niedorosłe: larwę, protonimfę i deutonimfę. W przypadku tego gatunku znane są tylko dwa ostatnie.
Protonimfa osiąga od 305 do 336 μm długości i od 165 do 220 μm szerokości ciała. Tarczka podonotalna ma szczecinki krótkie i gładkie z wyjątkiem dwóch dłuższych i bardzo delikatnie omszonych par: pierwszej pary rzędów wewnętrznych (i1; długości 32 μm) oraz trzeciej pary rzędów krawędziowych (r3; długości 25 μm). Spośród szczecinek na tarczce opistonotalnej dwie pary są długie i bardzo delikatnie omszone: szósta para rzędów wewnętrznych (I6; długości 58 μm) oraz czwarta para rzędów bocznych (S4; długości 40 μm). Ponadto delikatne omszenie cechuje szczecinki drugiej i trzeciej pary rzędów bocznych (S2 i S3). W rzędach pośrednich dwie początkowe pary szczecinek (Z1 i Z2) są gładkie i krótkie, a trzecia para (Z3) około dwukrotnie od nich dłuższa. Pierwszy człon nogogłaszczka ma jedną szczecinkę. Liczba szczecinek na pozostałych członach nogogłaszczków jest taka jak u formy dorosłej.
Deutonimfa osiąga od 370 do 445 μm długości i od 230 do 280 μm szerokości ciała. Tarczka podonotalna ma szczecinki pierwszej pary rzędów wewnętrznych (i1) długości 30 μm i o bardzo delikatnie omszonej powierzchni. Pozostałe szczecinki podonotum są krótkie i gładkie. Szczecinki na tarczce opistonotalnej są gładkie; spośród nich dwukrotnie większą długość od pozostałych osiągają: szczecinki szóstej pary rzędów wewnętrznych (I6), czwartej pary rzędów pośrednich (Z4) oraz czwartej pary rzędów bocznych (S4). Podobnie jak u dorosłych szczecinki piątej pary rzędów wewnętrznych (I5) umieszczone są pomiędzy rogalikowatymi zagłębieniami wewnętrznej i zewnętrznej pary. Liczba szczecinek na poszczególnych członach nogogłaszczków jest taka jak u formy dorosłej.

## Ekologia i występowanie
Pajęczak w Polsce znany jest tylko z lokalizacji typowej w polskim Tatrzańskim Parku Narodowym, w Tatrach Wysokich. Stanowisko obejmuje dwa miejsca w masywie Rysów. Jedno znajduje się na wysokości 2485 m n.p.m. i ma ekspozycję północną, zaś drugie leży na wysokości 2474 m n.p.m. i ma ekspozycję zachodnią. Okazy znaleziono we mchach porastających granitowe skały. W publikacji z 2004 gatunek ten po raz pierwszy wykazano również ze słowackiej strony Tatr.
Brak jest danych o preferencjach pokarmowych tego gatunku. Ogólnie Zerconidae są roztoczami drapieżnymi, a ich ofiarami padają larwy innych roztoczy, nicienie oraz jaja różnych bezkręgowców.